# Simo Vidgren
Simo Vidgren (né le 18 mars 1983 à Kuopio) est un joueur professionnel finlandais de hockey sur glace.

## Carrière de joueur
Il commence sa carrière 2001 au KalPa Kuopio en Mestis. En 2004, il rejoint le club d'Ilves Tampere en SM-liiga. En cours de saison 2005-2006, il retourne au KalPa Kuopio en SM-liiga. Pour la saison 2007-2008, il prend part au challenge proposé par les Diables Rouges de Briançon en Ligue Magnus. L'équipe s'incline en finale de championnat face à Rouen qui avait défait les diables rouges lors de la finale de la Coupe de la Ligue le 2 janvier 2008. En 2008, il signe au LeKi-75 Leppävirta en Suomi-Sarja.

## Trophées
En 2004-2005, il remporte le trophée Jarmo-Wasama récompensant la meilleure recrue de l'année.

## Statistiques
Pour les significations des abréviations, voir Statistiques du hockey sur glace.
| Saison    | Équipe             | Ligue          |    | Saison régulière | Saison régulière | Saison régulière | Saison régulière | Saison régulière |   | Séries éliminatoires | Séries éliminatoires | Séries éliminatoires | Séries éliminatoires | Séries éliminatoires |
| Saison    | Équipe             | Ligue          | PJ | B                | A                | Pts              | Pun              | PJ               | B | A                    | Pts                  | Pun                  |                      |                      |
| 2001-2002 | KalPa Kuopio       | Mestis         | 3  | 1                | 0                | 1                | 0                | 5                | 0 | 0                    | 0                    | 2                    |                      |                      |
| 2001-2002 | KalPa Kuopio       | Jr. A SM-sarja | 36 | 17               | 16               | 33               | 24               | 1                | 1 | 1                    | 2                    | 0                    |                      |                      |
| 2002-2003 | KalPa Kuopio       | Mestis         | 21 | 5                | 4                | 9                | 6                | 4                | 0 | 0                    | 0                    | 0                    |                      |                      |
| 2002-2003 | KalPa Kuopio       | Jr. A SM-sarja | 20 | 9                | 10               | 19               | 36               |                  |   |                      |                      |                      |                      |                      |
| 2003-2004 | KalPa Kuopio       | Mestis         | 31 | 9                | 8                | 17               | 34               |                  |   |                      |                      |                      |                      |                      |
| 2003-2004 | KalPa Kuopio       | Jr. A SM-sarja | 21 | 14               | 18               | 32               | 62               |                  |   |                      |                      |                      |                      |                      |
| 2004-2005 | Ilves Tampere      | SM-liiga       | 55 | 8                | 6                | 17               | 8                | 7                | 0 | 0                    | 0                    | 2                    |                      |                      |
| 2005-2006 | Ilves Tampere      | SM-liiga       | 9  | 0                | 0                | 0                | 2                |                  |   |                      |                      |                      |                      |                      |
| 2005-2006 | KalPa Kuopio       | SM-liiga       | 45 | 5                | 7                | 12               | 59               |                  |   |                      |                      |                      |                      |                      |
| 2006-2007 | KalPa Kuopio       | SM-liiga       | 46 | 3                | 2                | 5                | 33               |                  |   |                      |                      |                      |                      |                      |
| 2007-2008 | Briançon APHC      | Ligue Magnus   | 23 | 2                | 5                | 7                | 28               | 9                | 1 | 3                    | 4                    | 0                    |                      |                      |
| 2007-2008 | Briançon           | CdF            | 3  | 0                | 1                | 1                | 0                |                  |   |                      |                      |                      |                      |                      |
| 2007-2008 | Briançon           | CdlL           | 7  | 2                | 0                | 2                | 4                |                  |   |                      |                      |                      |                      |                      |
| 2008-2009 | LeKi-75 Leppävirta | Suomi-Sarja    | 11 | 9                | 13               | 22               | 38               |                  |   |                      |                      |                      |                      |                      |

## Évolution en Ligue Magnus
- Premier match: le 11 septembre 2007 à Villard-de-Lans.
- Premier point: le 15 septembre 2007 contre Angers.
- Premier but: le 2 octobre 2007 à Caen.
- Première assistance: le 15 septembre 2007 contre Angers.
- Plus grand nombre de points en un match: 2 (à plusieurs reprises).
- Plus grand nombre de buts en un match: 1 (à plusieurs reprises).
- Plus grand nombre d'assistances en un match: 2, le 8 mars 2008 contre Tours.